# 浙江大学外国语学院
浙江大学外国语学院，曾称浙江大学外国语言文化与国际交流学院，是隶属于浙江大学人文学部的一所学院，设有英文系、语言与翻译系、亚欧语系三个学系。

## 概况
学院前身为1999年成立的浙江大学外国语学院，2003年学院改名为浙江大学外国语言文化与国际交流学院，2022年5月学院又恢复院名为浙江大学外国语学院。
现有英语、德语、日语、俄语、法语、西班牙语六个语种，设英语、翻译、日语、德语、俄语、法语、西班牙语七个本科专业，拥有外国语言文学一级学科博士学位授予权和一级学科硕士学位授予权，拥有英语笔译硕士专业学位授权点。学院建有外国语言文学一级学科博士后流动站。
学院现有教职工177人，其中24名教授、58名副高职称人员。现有在校生1059人，其中773名本科生，200名硕士生，99名博士生，以及202名留学生。

## 学科设置
| 博士学位授予权     | 一级学科           | 外国语言文学                                 |
| 硕士学位授予权     | 一级学科           | 外国语言文学                                 |
| 硕士学位授予权     | 二级学科           | 英语语言文学                                 |
| 硕士学位授予权     | 二级学科           | 外国语言学及应用语言学                       |
| 硕士学位授予权     | 二级学科           | 德语语言文学                                 |
| 硕士学位授予权     | 二级学科           | 俄语语言文学                                 |
| 硕士学位授予权     | 二级学科           | 日语语言文学                                 |
| 硕士学位授予权     | 二级学科           | 法语语言文学                                 |
| 硕士学位授予权     | 二级学科           | 国际组织与国际交流                           |
| 硕士专业学位授予权 | 硕士专业学位授予权 | 英语笔译                                     |
| 本科专业           | 本科专业           | 英语、翻译、日语、德语、俄语、法语、西班牙语 |

## 研究机构

### 校级研究所（5个）
- 外国文学研究所
- 外国语言学及应用语言学研究所
- 德国文化研究所
- 翻译学研究所
- 跨文化与区域研究所

### 校级研究中心（3个）
- 浙江大学当代中国话语研究中心
- 浙江大学中华译学馆
- 浙江大学世界文学跨学科研究中心